# Palazzo Lagravinese
Palazzo Lagravinese è un palazzo storico di Cisternino sito in Via La Fiera.

## Storia della famiglia Lagravinese
La famiglia era composta da due fratelli Pasquale e Nicola e due sorelle che hanno dato lustro al paese di Cisternino. Pasquale e Nicola sono stati entrambi padri costituenti, il primo avvocato e il secondo medico chirurgo di fama che ha curato anche il poeta D'Annunzio, come testimoniato da alcune lettere tra i due. Le sorelle Lagravinese hanno dedicato invece la loro vita all'arte, alla poesia e alla bellezza.

## Struttura del Palazzo
Palazzo Lagravinese è una residenza privata nobiliare di fine Settecento, ai confini del borgo antico, su due livelli con loggiato e due stemmi con cartiglio, uno con la data di costruzione e uno con decori chiaramente riconducibili alla simbologia massonica.

## Mostre

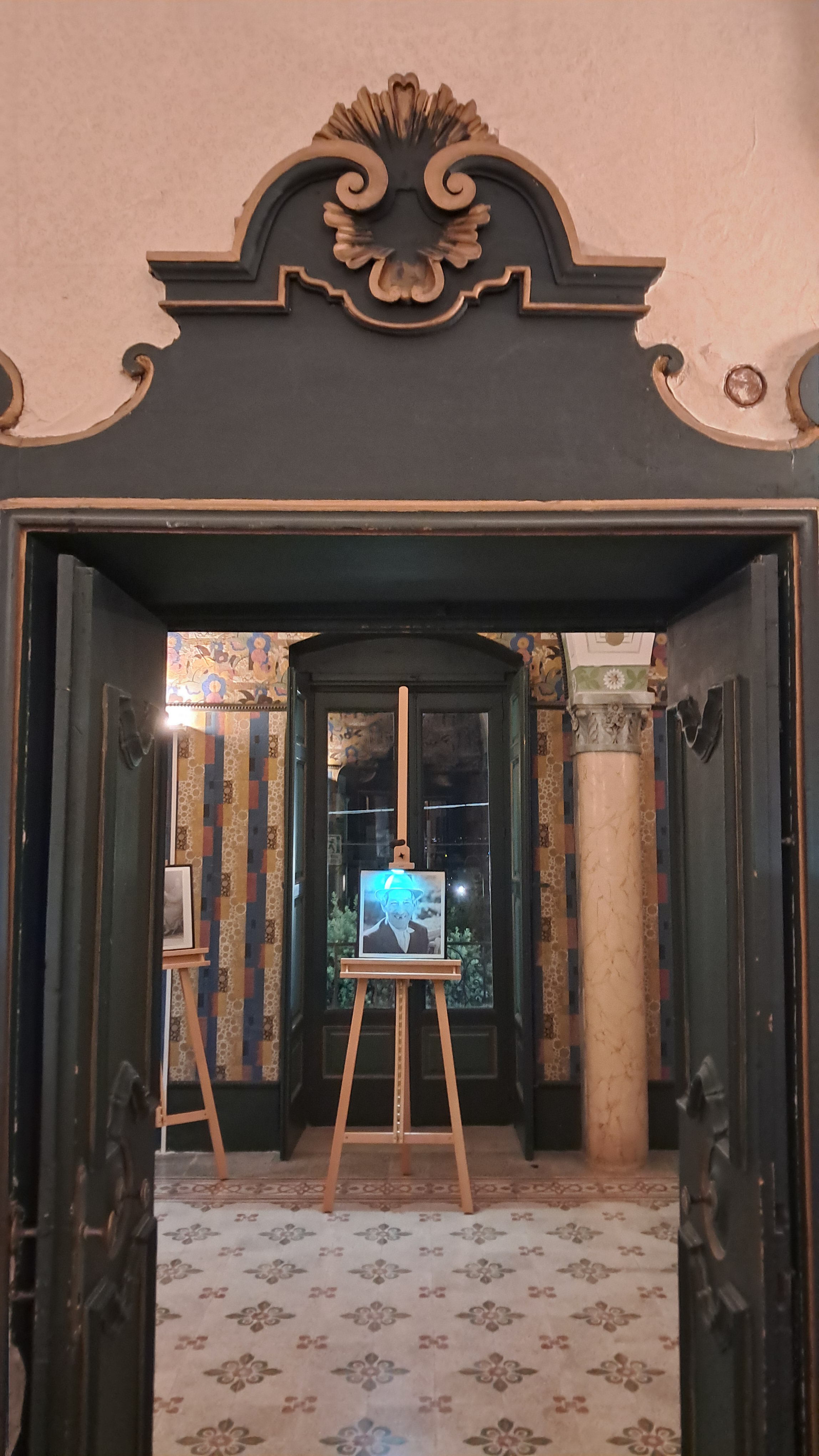
Cisternino - Palazzo Lagravinese - mostra fotografica

Dal 13 luglio 2024 , a Palazzo Lagravinese, la mostra permanente con le 31 foto che la fotografa Lisetta Carmi ha donato, nel 2020, alla Comunità di Cisternino, il comune pugliese, in provincia di Brindisi, nella magica Valle d’Itria, che l’ha accolta per quasi 50 anni. Foto autografate e timbrate, che costituiscono un patrimonio inestimabile non solo per la Valle d’Itria, e che testimoniano il viaggio artistico e umano di Lisetta Carmi: gli scatti in mostra raffigurano i camalli di Genova, i “travestiti” di Via del Campo, i campi profughi palestinesi, i volti dei bambini in Afghanistan, Venezuela, Irlanda, Israele, India, la Sicilia con i testi dello scrittore Leonardo Sciascia in accompagnamento, lo yogi Babaji a Herakhan e il volto invecchiato ma intenso del poeta Ezra Pound. Al primo piano vengono spesso esposte altre mostre fotografiche.